# Müggenhausen
Müggenhausen ist ein Ortsteil der Gemeinde Weilerswist im Kreis Euskirchen, Nordrhein-Westfalen und bildet zusammen mit Neukirchen und Schwarzmaar die statistische Ortschaft Müggenhausen mit gut 500 Einwohnern.

## Geographische Lage
Der Ortsteil liegt südöstlich von Weilerswist. Die Kreisstraße 3 (Rheinbacher Str.) führt durch den Ort. Am östlichen Ortsrand verläuft die Bundesautobahn 61.

## Geschichte
Am 1. Juli 1969 wurde Müggenhausen nach Weilerswist eingemeindet.
Müggenhausen feierte 2002 sein 700-jähriges Jubiläum.

## Religion

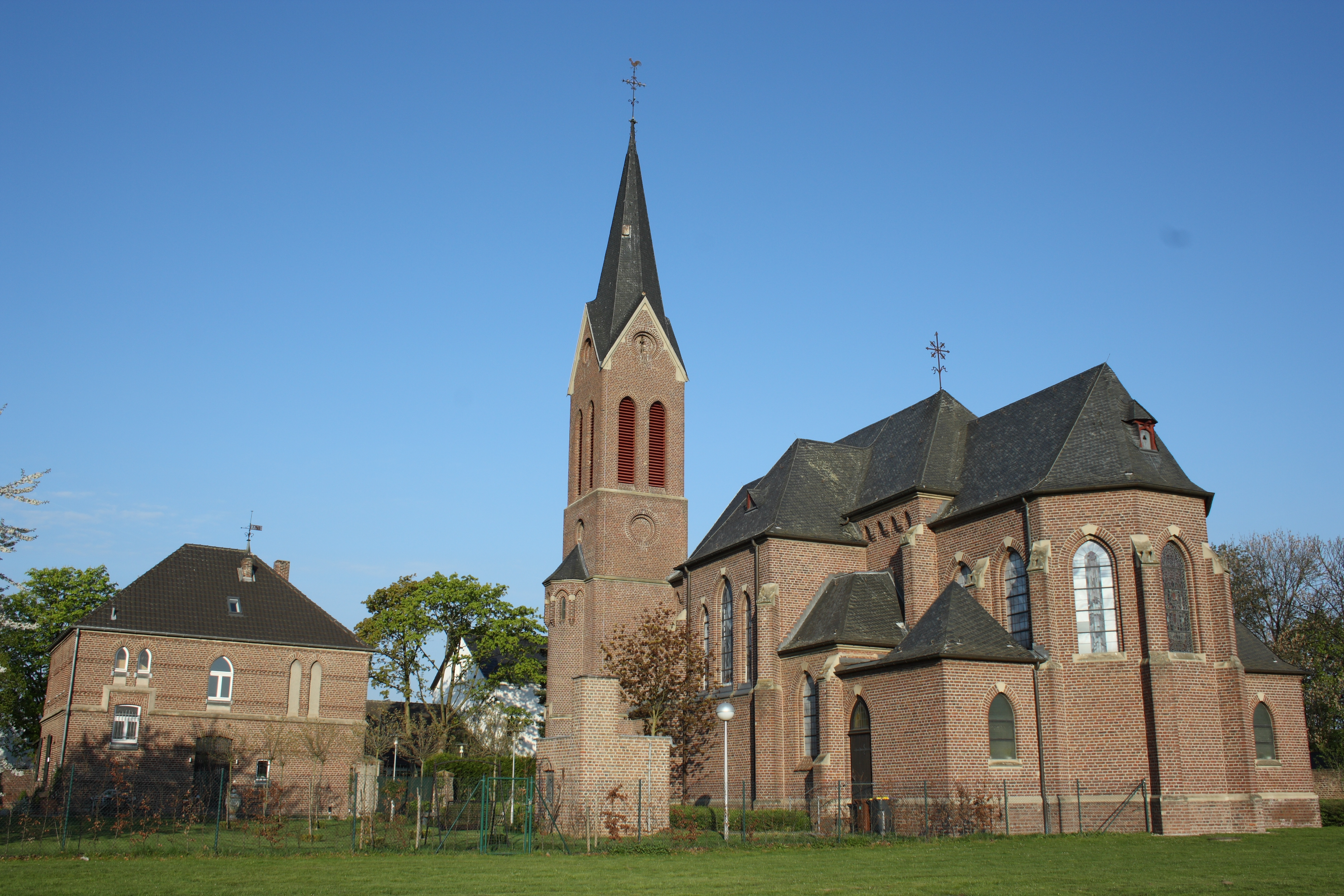
Laurentiuskirche

Im Ort hatte es eine St.-Rochus-Kapelle aus dem 16. Jahrhundert gegeben. Die folgende Kirche musste 1897 wegen Baufälligkeit abgerissen werden, aber schon 1901 wurde die St.-Laurentius-Kirche geweiht. In ihr finden wöchentlich Gottesdienste statt.

## Infrastruktur und Verkehr

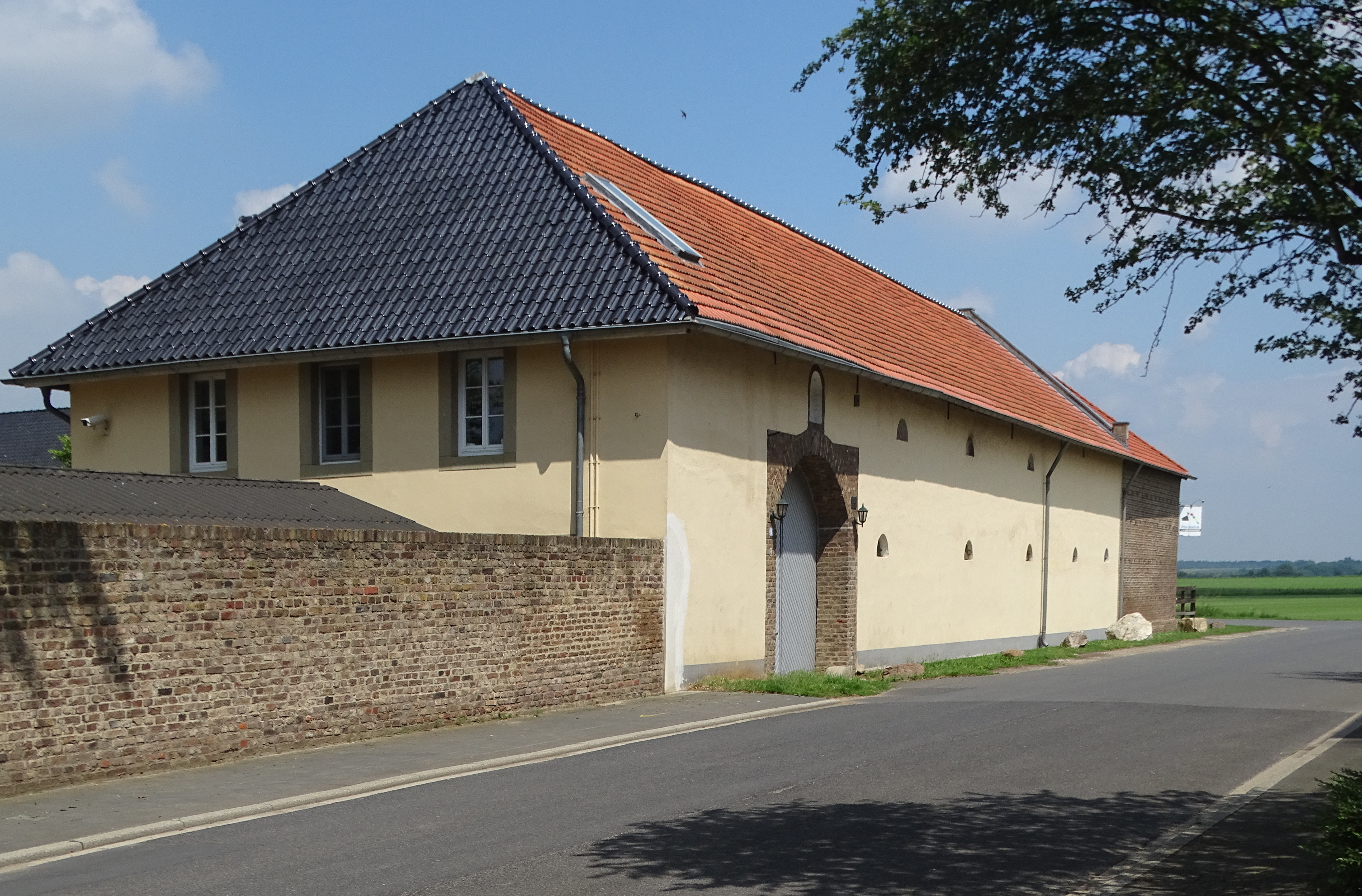
Burg Müggenhausen

Die bereits zum Ende des 14. Jahrhunderts erstmals erwähnte Burg Müggenhausen wird seit 2006 von der Pferdeklinik Burg Müggenhausen GmbH genutzt.
In Ortsnähe gibt es einen Ultraleicht-Flugplatz und eine Motocross-Strecke.
Die VRS-Buslinie 986 der RVK verbindet den Ort mit Weilerswist und Heimerzheim, abends und am Wochenende als TaxiBusPlus nach Bedarf. Zusätzlich verkehrt an Schultagen eine Fahrt der Linie 806 nach Euskirchen und zurück.
| Linie | Verlauf |
| ----- | --- |
| 806   | Euskirchen Bf – Kleinbüllesheim – Dom-Esch – (Neukirchen – Müggenhausen – Metternich) / (Mömerzheim – Ollheim – Straßfeld – Heimerzheim) |
| 986   | Abends und am Wochenende als TaxiBusPlus: Heimerzheim – Neukirchen – Müggenhausen – Abzw. Schwarzmaar – Metternich – Weilerswist Bf      |